# Edwin Lascelles
Pour les articles homonymes, voir Lascelles.
Edwin Lascelles, 1er baron de Harewood (5 février 1713, à la Barbade - 25 janvier 1795) est un riche propriétaire de plantation d'origine anglaise.

## Famille
Il est le fils aîné de Henry Lascelles (1690-1753) et Mary Carter. Son père divise la fortune familiale, laissant Daniel, le plus jeune frère d'Edwin, diriger la plantation, et donnant à Edwin la direction du manoir et des possessions en Angleterre. Il fait ses études à Trinity College (Cambridge) et réalise un Grand Tour.

## Carrière
Il combat contre les Jacobites (1745), et entre au Parlement en tant que député de Scarborough de 1744 à 1754. Plus tard, il est député de Yorkshire de 1761 à 1780 et pour Northallerton de 1780 à 1790 (héritant du siège de son père Henry et son frère Daniel). En 1748 Edwin est installé comme seigneur de la seigneurie de Harewood, et il construit Harewood House de 1759 à 1771.
Daniel est mort sans enfant en 1784, et leur seule autre sœur est morte deux ans plus tard, laissant la totalité de la fortune à Edwin, avec 22 plantations d'une valeur de £293,000 (environ 28,3 millions de dollars aujourd'hui).
Il est fait baron Harewood, de Harewood, dans le comté de York le 9 juillet 1790, mais il meurt sans enfants, et le titre s'éteint. La fortune passe à son cousin Edward Lascelles (1740-1820), 1er comte de Harewood.

## Mariages
Il est d'abord marié à Elizabeth Dawes, fille de Sir Darcy Dawes, 4e baronnet, le 5 janvier 1746/47. Il se remarie avec Lady Jane Fleming, fille de William Coleman et Jane Seymour, et veuve de Sir John Fleming, 1er baronnet, le 31 mars 1770. Ses belles-filles mineures sont Jane Fleming (comtesse de Harrington) (en) et Seymour Fleming, connue pour sa séparation scandaleuse avec son mari Sir Richard Worsley, 7e baronnet. Un portrait de Seymour se trouve toujours à Harewood House.